# Oscar B. Goodman

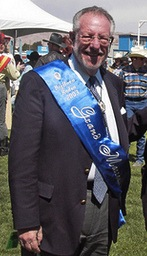
Oscar B. Goodman (2003)

Oscar Baylin Goodman (* 26. Juni 1939 in Philadelphia, Pennsylvania) ist ein US-amerikanischer Rechtsanwalt und war von 1999 bis 2011 Bürgermeister von Las Vegas, Nevada. Er gehörte der Demokratischen Partei an.

## Biografie
Goodman wurde in einer jüdischen Familie in Philadelphia geboren. 1961 schloss er das Haverford College ab. 1964 erhielt er von der University of Pennsylvania Law School seinen Doktor der Rechtswissenschaften. 1965 wurde er in die Nevada Bar Association aufgenommen, und von 1966 bis 1967 war er im Clark County Pflichtverteidiger. Er ist verheiratet und hat vier Kinder.
Während seiner Karriere als Strafverteidiger war er der Anwalt von einigen der wichtigsten Größen des Organisierten Verbrechens, wie z. B. Meyer Lansky, Nicky Scarfo, Phil Leonetti, der frühere Chef des Stardust Casinos, Frank „Lefty“ Rosenthal, und Anthony Spilotro, der für seinen gewalttätigen Charakter berüchtigt war. Im Film Casino wurde Spilotro von Joe Pesci dargestellt, und Goodman hatte einen Cameo-Auftritt. 
Am 8. Juni 1999 wurde Goodman mit 63,76 % der Stimmen zum Bürgermeister von Las Vegas gewählt. Seit dem 28. Juni 1999 ist er der erste Bürgermeister von Las Vegas, dessen Gesicht auf Casino Chips zu sehen ist. Die Chips wurden vom Four Queens Hotel and Casino herausgegeben. Bei der Wahl im April 2007 wurde Goodman mit 84 % der Stimmen für weitere vier Jahre wiedergewählt. Nach drei Amtszeiten durfte Goodman aufgrund der Amtszeitbegrenzung in Las Vegas nicht erneut kandidieren. Daraufhin kandidierte seine Frau Carolyn Goodman für das Amt und wurde nach erfolgreicher Wahl seine Nachfolgerin.